# Seesbach

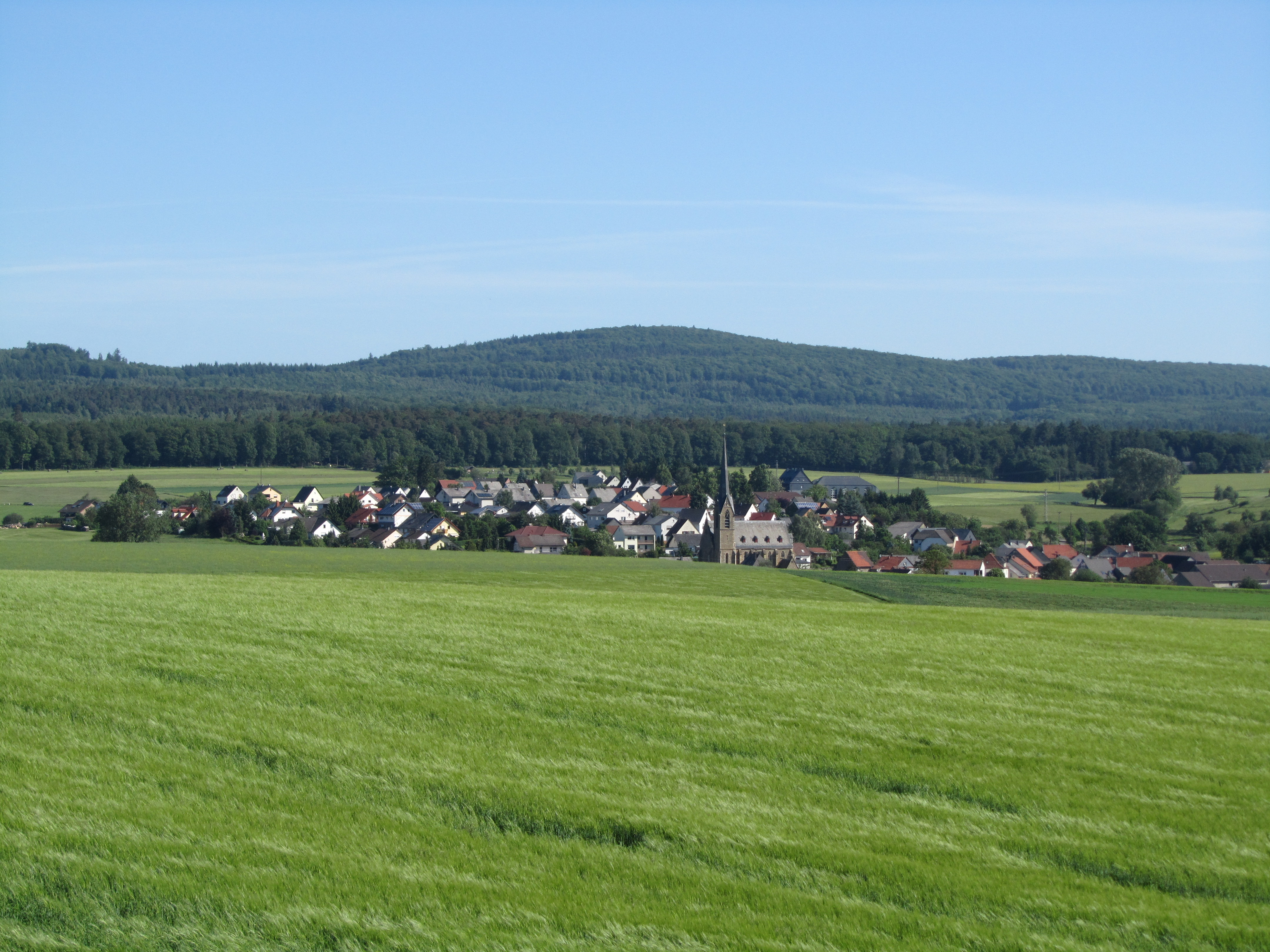
Ansicht von Süden

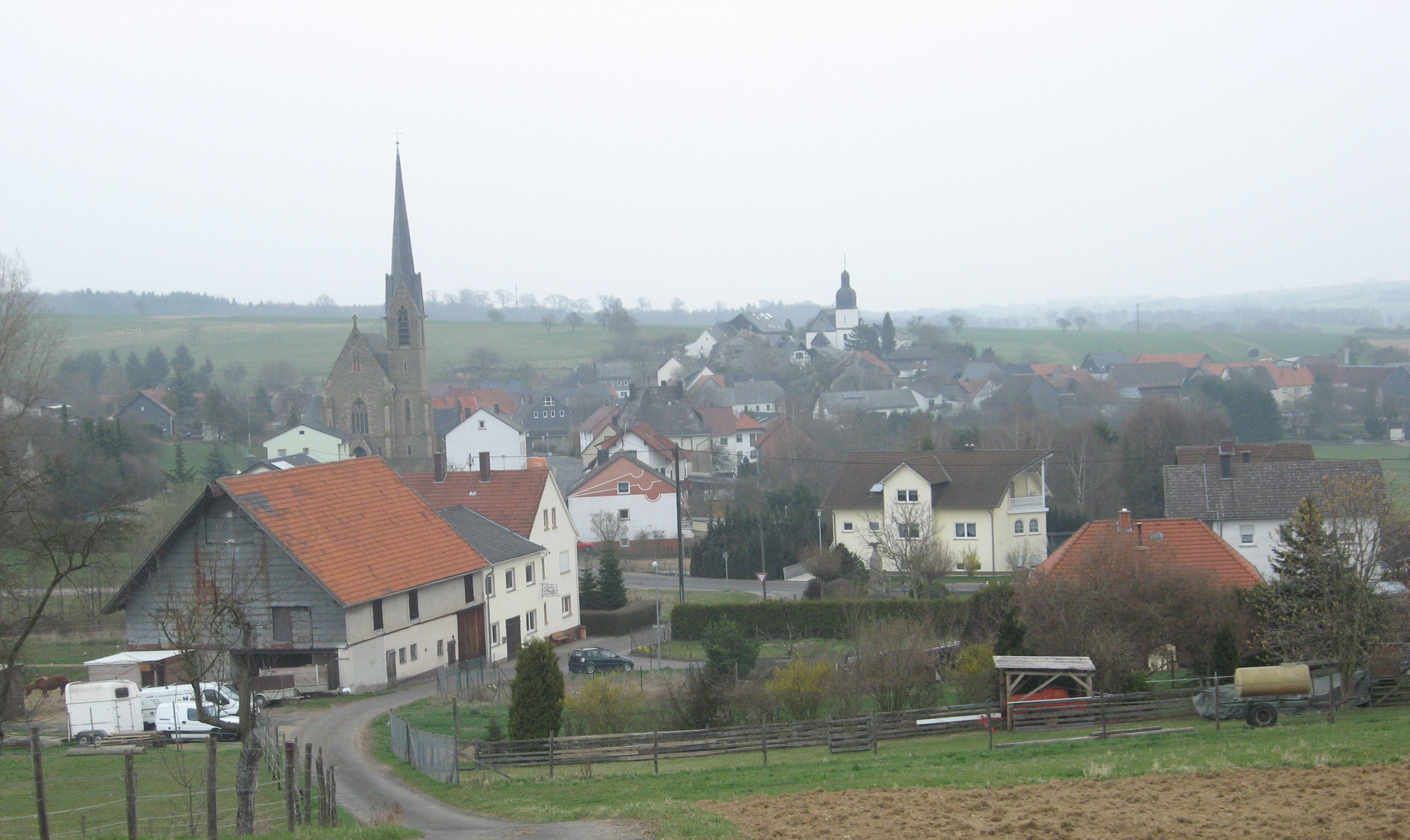
Ansicht von Norden

Seesbach ist eine Ortsgemeinde im Landkreis Bad Kreuznach in Rheinland-Pfalz. Sie gehört der Verbandsgemeinde Nahe-Glan an. Seesbach ist ein staatlich anerkannter Erholungsort.

## Geographie
Seesbach liegt am Südrand des Soonwalds am Rande des Hunsrücks. Zum Ort gehört auch die nördlich gelegene Siedlung Waldfriede. Im Westen befinden sich Weitersborn und im Süden Horbach und Simmertal.

## Klima
Der Jahresniederschlag beträgt 676 mm. Die Niederschlagsmengen liegen damit im mittleren Drittel der in Deutschland erfassten Werte. Der trockenste Monat ist der Februar, die meisten Niederschläge fallen im Juni (1,4 mal mehr als im Februar).

## Geschichte
Archäologische Befunde belegen eine Besiedlung des heutigen Gemeindegebiets von Seesbach bereits in der Jungsteinzeit (ca. 4000–2000 v. Chr.), u. a. durch Funde im Naturschutzgebiet „Bruchwiesen“. Auch aus der Römerzeit sind Spuren wie Brandgräber und römisch-fränkisch geprägte Feldmarkteilungen nachgewiesen worden.
Die erste urkundliche Erwähnung erfolgte um das Jahr 1000 unter dem Namen Semendisbach, als Erzbischof Willigis von Mainz den Bau einer Kapelle initiierte. Diese stammt aus dem frühen 11. Jh. und ist heute als sogenannte Semendiskapelle auf dem Seesbacher Friedhof erhalten. Ihr Schiff wurde im 13. Jh. erneuert, und es wurden Wandmalereien aus dieser Zeit hinzugefügt.
1277 ist Seesbach als Besitz der Grafen von Sponheim belegt. Nach dem Aussterben der Sponheimer im Jahre 1437 fiel der Ort gemeinsam an Kurpfalz, Baden und Veldenz. Ab 1716 lag Seesbach schließlich vollständig unter badischer Oberhoheit, verwaltet im Unteramt Koppenstein des Oberamts Kirchheim.
Während der Frühen Neuzeit litt die Gemeinde unter den Folgen des Dreißigjährigen Krieges (1618–1648) und anderen Katastrophen; ein Großteil der Bevölkerung verstarb oder wanderte ab. Bis etliche Familien den Ort verließen, lebten nach Kriegsende nur noch 20 bis 25 Familien vor Ort.
Ab Mitte des 18. Jahrhunderts setzte eine nennenswerte Auswanderungswelle ein, insbesondere zwischen 1782 und 1785 sowie 1824, wobei viele Seesbacher in die Vereinigten Staaten auswanderten.
Im Zuge der französischen Verwaltungsreformen wurde Seesbach 1798 der Mairie Monzingen zugeordnet. Nach dem Wiener Kongress von 1815 gelangte es an das Königreich Preußen und wurde Teil der Rheinprovinz. In den politischen Verwaltungsreformen des 20. Jahrhunderts wechselte Seesbach mehrfach. Es wurde 1970 Mitglied der Verbandsgemeinde Bad Sobernheim und gehört seit der Fusion 1. Januar 2020 zur Verbandsgemeinde Nahe‑Glan.
Trotz der fortschreitenden Mechanisierung der Landwirtschaft, des Rückgangs bäuerlicher Betriebe und zunehmender Abwanderung blieb Seesbach bis heute ein ländlich geprägter Ort mit einem erkennbar historischen Ortskern.

## Politik

### Bürgermeister
Ortsbürgermeister ist Ernst-Rainer Altmeier. Bei der Kommunalwahl am 26. Mai 2019 wurde er mit einem Stimmenanteil von 83,28 % in seinem Amt bestätigt.
Er wurde im Juni 2024 wiedergewählt.

## Wappen
Blasonierung:  
„Unter gold-blau geschachtem Schildhaupt durch eingeschweifte silberne Spitze, darin eine blaue Kapelle, gespalten, vorn in Rot ein silbernes, sechsspeichiges Rad, hinten in Schwarz ein goldener, rotbewehrter und -gekrönter Löwe.“
Bedeutung:
- Das gold-blau geschachte Schildhaupt verweist auf die Zugehörigkeit zur Vorderen Grafschaft Sponheim, deren Wappen ebenfalls diese Farben und Musterung trägt.[21]
- Das silberne Rad auf rotem Grund ist das Wappenzeichen des Erzbistums Mainz, das im Mittelalter Grund- und Gerichtsherrschaft in Seesbach ausübte.[21]
- Die blaue Kapelle in der Spitze symbolisiert die historische Semendiskapelle, ein frühmittelalterliches Gotteshaus, das auf eine Gründung durch Erzbischof Willigis um das Jahr 1000 zurückgeht.[21]
- Der goldene, rot bewehrte und gekrönte Löwe steht für die Kurpfalz, deren Einfluss nach dem Aussterben der Grafen von Sponheim 1437 spürbar wurde.[21]

Das Gemeindewappen stellt eine Kombination aus kirchlicher und weltlicher Geschichte dar und wurde in Anlehnung an die historischen Herrschaftsverhältnisse gestaltet und genehmigt.

## Kultur und Sehenswürdigkeiten

### Semendiskapelle
Die sogenannte Semendiskapelle ist eines der ältesten sakralen Bauwerke im Hunsrückraum. Sie wurde um das Jahr 1000 auf Initiative des Mainzer Erzbischofs Willigis erbaut und diente ursprünglich als Eigenkirche oder Kapellenhof des Erzbistums Mainz.
Der ursprüngliche Bau bestand aus einem einfachen rechteckigen Schiff und einer eingezogenen Apsis. Im 13. Jahrhundert wurde das Schiff durch einen Neubau ersetzt und mit Wandmalereien ausgeschmückt, die unter anderem Christus als Weltenrichter und Heiligenfiguren zeigen. Diese Fresken gelten als kunsthistorisch bedeutsam.
Heute befindet sich die Kapelle am Seesbacher Friedhof und steht unter Denkmalschutz. Sie wird als ein wichtiges Zeugnis frühmittelalterlicher Kirchenbaukunst in Rheinland-Pfalz angesehen.

### Jüdischer Friedhof
Der jüdische Friedhof in Seesbach liegt im nordwestlichen Teil des Ortes. Er wurde vermutlich im frühen 19. Jahrhundert angelegt und diente der jüdischen Gemeinde Seesbachs sowie zeitweise auch Juden aus umliegenden Orten.
Auf dem Gelände sind heute noch mehrere Grabsteine (Mazewot) erhalten. Die ältesten stammen aus der Mitte des 19. Jahrhunderts, die letzten Beisetzungen fanden vermutlich in den 1930er-Jahren statt.
Der Friedhof ist heute als Kulturdenkmal geschützt. Er dokumentiert das frühere jüdische Leben in Seesbach, das mit der NS-Zeit ausgelöscht wurde. Ein Gedenkstein erinnert an die Geschichte der jüdischen Gemeinde und ihrer Verstorbenen.

### Kriegerdenkmal
Das Kriegerdenkmal von Seesbach befindet sich am südlichen Ortsrand an der Hauptstraße. Es wurde 1927 nach dem Ersten Weltkrieg errichtet und erinnert an die im Krieg gefallenen Seesbacher Soldaten. Nach dem Zweiten Weltkrieg wurde das Denkmal 1958 um die Namen der Gefallenen und Vermissten dieses Krieges ergänzt.
Das Denkmal besteht aus einem gestuften Sockel mit Gedenktafeln aus Sandstein sowie einem zentralen Kreuzaufsatz. Es ist von einer Einfassung mit niedriger Mauer umgeben. Das Kriegerdenkmal gilt als ortsbildprägendes Mahnmal und steht unter Denkmalschutz.

### Quarzitfelsen
Ein Naturdenkmal besonderer Art ist ein Quarzitfelsen in der Ortsmitte.
Siehe auch: Liste der Naturdenkmale in Seesbach

### Der Dialekt
Seesbach liegt direkt südöstlich der „dat-das“ Sprachgrenze, die auch als Sankt Goarer Linie oder Hunsrück-Schranke Rheinland-Pfalz durchschneidet. Es ist dies eine der zentralen Isoglossen im deutschen Sprachraum. Damit kann der Seesbacher Dialekt gerade noch dem Rheinfränkischen (das) zugeordnet werden, während nordwestlich und westlich benachbarte Ortschaften schon im Moselfränkischen zu verorten sind (dat).

## Persönlichkeiten
- Mathias Bollinger (1858–1961), der legendäre Förster und Hegemeister aus dem Soonwald.